# 青山丘
青山丘（日语：／ Aoyama Takashi，1941年4月11日—2019年1月9日），日本政治人物，民社党众议员。

## 生平
青山丘于1941年4月11日生。爱知县人。1964年庆应義塾大学法律学科毕业。1971年起两次当选濑户市议会议员。1976年12月以来三次当选众议员。历任民社党递信部会部会长、运输部会部会长、爱知县联合会副委员长，众议院交通安全对策特别委员会理事、运输委员会理事、地方行政委员会理事。
2019年1月9日因膽管癌去世。